# رولبن
رولبینگ (به فرانسوی: Rolbing) یک کمون در فرانسه است که در Canton of Volmunster واقع شده‌است.

## خصوصیات
رولبینگ ۵٫۹۷ کیلومترمربع مساحت و ۲۵۰ نفر جمعیت دارد و ۳۰۰ متر بالاتر از سطح دریا واقع شده‌است.